# Aleksy Komnen (syn Andronika I)
Aleksy Komnen (ur. 1170, zm. 1199) – naturalny syn Andronika I Komnena, cesarza bizantyjskiego i Teodory Komneny, wdowy po królu jerozolimskim, Baldwinie III.

## Życiorys
Podczas panowania cesarza Manuela I Komnena, Aleksy towarzyszył ojcu Andronikowi na emigracji. Przez pewien czas mieszkał w Gruzji. Król Jerzy III przyznał jemu i jego ojcu kilka zamków we wschodniej Gruzji. Podczas cesarskiego panowania Andronika I Komnena Aleksy mieszkał w Konstantynopolu. Po zamordowaniu ojca uciekł do Gruzji. Był jednym z kandydatów do ręki Tamary Wielkiej, królowej Gruzji. Prawdopodobnie od niego wywodzi się gruzińska rodzina Andronikaszwili.